# Krowiarki (przełęcz)
Krowiarki – przełęcz w Paśmie Babiogórskim, które jest częścią Beskidu Żywieckiego. Źródła różnie podają jej wysokość: 986 m, 1009 m, 1012 m. Przełęcz Krowiarki oddziela masyw Babiej Góry od Pasma Policy. Spotykają się na niej granice trzech wsi: Zawoja w powiecie suskim oraz Zubrzyca Górna i Lipnica Mała w powiecie nowotarskim, wszystkie w województwie małopolskim.
Na przełęczy znajduje się polana Krowiarki, na której dawniej wypasano krowy. Nazwa pochodzi od ludowego określenia krowiarki oznaczającego pasterki wypasające krowy. Dawniej przełęcz nazywana była Lipnickim Siodłem lub Przełęczą Lipnicką.
Krowiarki są najwyższą dostępną komunikacyjnie przełęczą górską Beskidów Zachodnich. Dawniej prowadziła przez nie z Zawoi na Orawę gruntowa droga zwana Orawskim Chodnikiem. Przed II wojną światową rozpoczęto budowę szosy, zrealizowano jedynie odcinek z Zubrzycy Górnej na przełęcz. Przy budowie tego odcinka w 1938 pracował w Junackim Hufcu Pracy Karol Wojtyła (był wówczas studentem). Upamiętnia to obelisk na polanie Krowiarki. W latach 1968–1969 wybudowano drugi odcinek tej szosy z Zawoi na Krowiarki. Obecnie jest to droga wojewódzka nr 957, łącząca Białkę (od drogi krajowej 28) i Zawoję z Zubrzycą Górną i Jabłonką na Orawie. Odcinek tej drogi pokonujący Pasmo Babiogórskie odznacza się walorami krajobrazowymi.
100 m za przełęczą, przy drodze po stronie orawskiej, znajduje się płatny parking. Na polanie Krowiarki jest punkt sprzedaży biletów wstępu do Babiogórskiego Parku Narodowego, punkt informacji turystycznej oraz bufet. Na przełęczy znajduje się symboliczny grób prof. Zenona Klemensiewicza, który zginął w katastrofie lotniczej na Policy w 1969.

## Szlaki turystyczne
Przełęcz Krowiarki jest węzłem szlaków turystycznych:
 drogą Górny Płaj do schroniska na Markowych Szczawinach
 do Zawoi – Policzne
 Główny Szlak Beskidzki – na szczyt Babiej Góry
 przez Kiczorkę na Policę
 do Zubrzycy Górnej
 Szlak Papieski – koniec szlaku ze Skawicy przez Policę i Kiczorkę – trasy ostatniej wycieczki górskiej Karola Wojtyły przed wyborem na papieża (informuje o tym tablica ustawiona na przełęczy).